# Pavel Dias
Pavel Dias (9 grudnia 1938 Brno – 19 kwietnia 2021 Praga) był czeskim fotografem i nauczycielem akademickim. Urodził się w Brnie, a dzieciństwo często spędzał w Brankovicích. Po nauce w Średniej Szkole Sztuki i Projektowania w Brnie, gdzie poznał swoją późniejszą żonę Hildę Misura-Dias, trafił na Wydział Filmowy i Telewizyjny Akademii Sztuk Scenicznych w Pradze (FAMU), który po krótkiej przewie ukończył w 1964 roku.
Pracował jako fotograf dokumentalista i publikował swoje zdjęcia w kilku magazynach. Pracował również na uniwersytetach w Pradze i we Zlínie, gdzie wykładał fotografię. Część życia spędził również pracując w filmie, poświęcając się fotografii reklamowej. W swojej pracy dokumentalnej stosował proste, czytelne kompozycje. Przez całe życie pracował nad różnymi cyklami, które stale prezentował na wystawach i nieustannie uzupełniał.
Był ojcem dwóch synów, Pavla, który zmarł w młodym wieku, oraz Marka, który pracuje jako ceramik w południowych Czechach. Pavel Dias zmarł 19 kwietnia 2021 roku w Pradze i został pochowany w grobie rodzinnym na cmentarzu w Brnie-Tuřanach.

## Życie i praca
Urodził się 9 grudnia 1938 roku w Brnie. Jego ojciec nie upomniał się o niego, został wychowany przez matkę Věrę. W dzieciństwie często przebywał w Brankovicích na południowych Morawach u swoich dziadków i krewnych ze strony matki, którzy w czasie protektoratu Czechy i Morawa brali udział w antynazistowskim ruchu oporu. Jego matka prowadziła cukiernię w Kromieryżu, ale po przejęciu władzy przez komunistów w 1948 roku musiała zamknąć interes i pracowała jako sprzedawczyni we Zlínie.
Pavel Dias studiował fotografię w Średniej Szkole Sztuki Użytkowej w Brnie w latach 1954–1958 pod kierunkiem profesora Karla Otto Hrubego. Tam poznał swoją późniejszą żonę, również fotografkę, Hildę Misura-Diasová (1940-2019). Podczas studiów współpracował ze studiem filmowym w Zlinie i pomagał przy realizacji filmu Diabelski wynalazek reżysera Karela Zemana. Następnie przez dwa lata studiował film i fotografię na FAMU w Pradze, po czym do 1961 roku pracował jako fotograf w studiach filmowych Barrandov. Powrócił na studia fotografii artystycznej na FAMU, kończąc je w 1964 roku jako pierwszy w historii absolwent tego kierunku.
Swoje zdjęcia publikować w czasopiśmie Mladý svět od jego założenia w 1959 r. do 1977 r. Od 1964 do 1983 roku był fotografem współpracującym z różnymi czasopismami. Zajmował się głównie fotografią reklamową. W latach 1983–1988 pracował w Średniej Szkole Sztuki i Rzemiosła w Brnie jako kierownik działu fotografii. W latach 1989–2009 był profesorem FAMU w Pradze, w latach 2005–2018 uczył także fotografii na Uniwersytecie Tomasa Baty we Zlínie.
Pavel Dias współpracował z filmem, fotografował konie i wyścigi konne, obozy koncentracyjne jako miejsca pamięci o Holokauście, tworzył serie dokumentalne. Zrealizował projekty Planeta Małego Księcia (czeski Planeta malého prince) i Przesłanie Małych Książąt (Poselství malých princů) wspierające dzieci z chorobami hematologicznymi. W 2008 roku otrzymał nagrodę Osobowość Czeskiej Fotografii za wieloletni wkład przyznawaną przez Związek Zawodowych Fotografów Republiki Czeskiej.
Był ojcem dwóch synów. Starszy Paweł (1961–1979) zmarł młodo na ostrą białaczkę, Marek pracuje jako ceramik w południowych Czechach.

## Publikacje (wybór)
- Pavel Dias. Koně formule 1/1. Praha: Pressfoto, 1985. (po czesku)
- Pavel Dias: Fotografie 1955–1990. Brno: Dům umění města Brna, 1990. ISBN 80-7009-024-3. Katalog wystawy. (po czesku)
- Pavel Dias: Hlubiny paměti. Boskovice: Muzeum Boskovicka, 2004. ISBN 80-239-4586-6. Katalog wystawy. (po czesku)
- Pavel Dias: Fotografie 1956–2015. Karolinum, 2015. ISBN 978-80-246-3017-5. (po czesku)

## Wystawy (wybór)
- Pavel Dias: Fotografie (Gabinet fotografii Jaromira Funke Brno, 1963)
- Oblicze wyścigu (czeski Tvář dostihu; Galerie D Praga, 1979)
- Torsje holocaustu (Torzo holocaustu; 1979)
- Pavel Dias: Fotografie (Gabinet fotografii Jaromira Funke Brno, 1981)
- Pavel Dias: Fotografie (Galeria Sztuki Hodonín, 1988)
- Retrospektywa Pavla Diasa (Retrospektiva Pavla Diase) (1989)
- Reminiscencje z Paryża (Reminiscence na Paříž) (1989)
- Pavel Dias: Fotografie 1955–1990 (Brno House of Art, 1990)
- Pavel Dias: Fotografie (Praski Dom Fotografii, 1994)
- Pavel Dias: Fotografie (Muzeum Śląskie w Opawie, 1995)
- Zlínskie powroty (Zlínské návraty) (2001)
- Głębiny pamięci (Hlubiny paměti) (Velka synagoga Plzeň, 2002)
- Zabytki kultury żydowskiej na południowo-wschodnich Morawach (Památky židovské kultury na Jihovýchodní Moravě) (2003)
- Pavel Dias: Pięćdziesiąt lat z fotografią (Padesát let s fotografií) (Galeria FONS Pardubice, 2006)
- Pavel Dias: Pięćdziesiąt / Fifty (Galerie Langhans Praha, 2009)
- Pavel Dias: Fotografie (Galeria 34 Brno, 2010)
- Pavel Dias: Fotografie (Synagoga na Palmovce, Praga, 2021)
- Pavel Dias: Torsje - wspomnienia dla przyszłości (Torzo – vzpomínky pro budoucnost; Dom Matki Boskiej Czarnej, Praga, 13 października 2021 - 28 listopada 2021 r.)[12]
- Pavel Dias: Fotografie (Czerwony Kościół Brno, 2022)[13]